# Dům Jessenius
Dům Jessenius, původního názvu Esplanade, stojí v centru lázeňské části Karlových Varů v městské památkové zóně na Staré louce  č. 340/36. Byl postaven v letech 1912–1913 ve stylu rané moderny.

## Historie
Objekt vznikl spojením dvou starších domů – č. p. 340 Steinernes Haus (Kamenný dům) a č. p. 646 Stadt Dublin (Město Dublin). Stavebník Richard Pöhl objednal projekt u vídeňského architekta Hanse Prutschera. Stavba byla zahájena v roce 1912 pod vedením karlovarského stavitele Josefa Walderta. Projekt na železobetonovou konstrukci, stejně jako její realizaci, vypracovala a provedla pražská filiálka vídeňské firmy Pittel & Brausewetter. V roce 1912 byl dům dokončen a dostal název Esplanade.
Novým vlastníkem objektu se stal lázeňský lékař Hermann Simon. Koncem dvacátých let 20. století došlo ke klesající návštěvnosti lázeňských hostů a Hermann Simon se rozhodl pro úpravu domu. Jeho plánem bylo zmenšit jídelnu a zřídit v přízemí obchody, které by se daly pronajímat. Obrátil se proto na karlovarského architekta Rudolfa Welse se žádostí o návrh řešení. Wels postupně předkládal návrhy, ty se ale u zadavatele nesetkávaly s plnou spokojeností. Náhoda chtěla tomu, že do Karlových Varů přijel na léčení bývalý Welsův učitel, rakouský architekt Adolf Loos. Po prohlídce domu naskicoval úpravu hotelové jídelny a Rudolf Wels pak skicu detailně rozpracoval. Úprava se Hermannu Simonovi líbila a roku 1930 byla realizována. Dům tak získal novou jídelnu s 80 místy, v mezipatře pak přepychový salonek s mahagonovým nábytkem a čalouněním z tyrkysového sametu, vkusně vyřešenou halu a kavárnu s moderními boxy a pět výnosných obchodů v přízemí. Loosova jídelna zůstala zachována až do roku 1954, kdy při další rekonstrukci přízemí zcela zanikla.
Po druhé světové válce došlo ke znárodnění objektu. Národním správcem byl určen doktor Arnošt Linhart, který se zde zároveň stal i vedoucím lékařem. Dům Esplanade byl přejmenován na lázeňský dům Jessenius. V roce 1951 přišel do Jessenia doktor Andrej Fried, původně šéflékař sanatoria Bellevue a v letech 1949–1951 též lékařský ředitel lázní. Léčil zde mnoho známých osobností, např. Jaroslava Seiferta, Vítězslava Nezvala, Konstantina Biebla či Karla Konráda. V té době zde jako ekonom pracoval karlovarský nadšenec a znalec historie Karel Nejdl.
Od roku 1952 byl dům Jessenius převeden pod lázeňské ředitelství. V roce 1954 došlo ke stavebním úpravám, kdy byly obchodní místnosti přebudovány na jednu velkou jídelnu. Architektem Loosem navržená vstupní hala s kavárnou a recepcí a salonek v mezipatře zůstaly zachovány. Kavárna s recepcí dokonce až do roku 1966, kdy zcela zanikla při rekonstrukci Městským stavebním podnikem.

## Ze současnosti
V současné době (červen 2021) je dům evidován jako objekt k bydlení v majetku společnosti CALUMA a. s.

## Popis
Řadový dům Jessenius je příkladem architektury rané moderny v Karlových Varech. Nachází se na nábřeží řeky Teplé na Staré louce č. 340/36.
Jedná se o čtyřpatrovou budovu s obytným podkrovím postavenou ze železobetonových konstrukcí.

## Zajímavost
Doktor Andrej Fried dal lázeňskému ústavu Jessenius základy diabetologické léčebny. V šedesátých letech 20. století zde pak diabetolog, doktor Gerhard Hahn vytvořil největší diabetologický ústav v Československu.